# Liste der Gedenksteine für NS-Opfer im Středočeský kraj

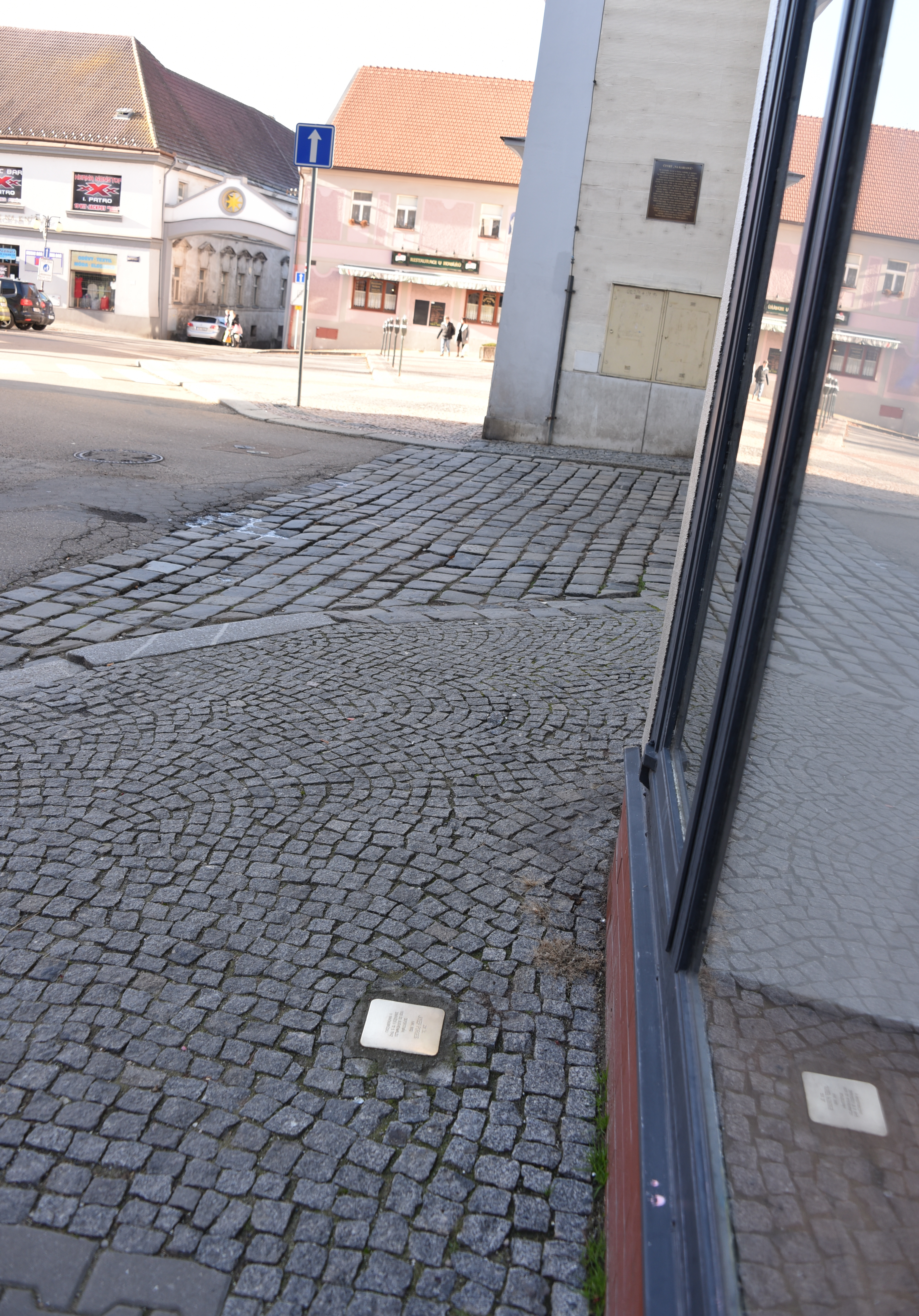
Gedenkstein in Benešov

Die Liste der Gedenksteine für NS-Opfer im Středočeský kraj enthält Gedenksteine, die im Středočeský kraj in der Tschechischen Republik verlegt wurden. Die Gedenksteine erinnern an das Schicksal von Menschen, die von den Nationalsozialisten deportiert und ermordet wurden. Die Gedenksteine stellen Plagiate der vielerorts von Gunter Demnig verlegten Stolpersteine dar.
Die Verlegungen in Benešov erfolgten am 7. Mai 2015.

## Verlegte Gedenksteine

### Benešov
In Benešov wurden folgende Gedenksteine verlegt:
| Gedenkstein | Übersetzung | Verlegeort          | Name, Leben |
| ----------- | --- | ------------------- | --- |
|             | HIER WOHNTE FRANTIŠEK FÜRTH GEB. 1930 DEPORTIERT 1942 NACH THERESIENSTADT ERMORDET 10.10.1942 IN TREBLINKA            | Malé náměstí 1700 · | František Fürth wurde am 18. März 1930 geboren. František Fürth wurde 1942 zuerst nach Theresienstadt deportiert und am 10. Oktober desselben Jahres im Vernichtungslager Treblinka ermordet. |
|             | HIER WOHNTE IRENA FÜRTHOVÁ GEB. 1932 DEPORTIERT 1942 NACH THERESIENSTADT ERMORDET 12.9.1942 IN MALY TROSTINEZ         | Malé náměstí 1700 · | Irena Fürthová wurde am 12. April 1932 geboren. 1942 wurde sie ins Ghetto Theresienstadt deportiert und kam von dort ins Vernichtungslager Maly Trostinez, wo sie am 12. September 1942 ermordet wurde. |
|             | HIER WOHNTE JIŘINA FÜRTHOVÁ GEB. 1926 DEPORTIERT 1942 NACH THERESIENSTADT ERMORDET 12.9.1942 IN MALY TROSTINEZ        | Malé náměstí 1700 · | Jiřina Fürthová wurde am 10. September 1926 geboren. Im Jahr 1942 wurde Jiřina Fürthová ins Ghetto Theresienstadt deportiert. Von dort kam sie ins Vernichtungslager Maly Trostinez und wurde am 12. September 1942 ermordet. |
|             | HIER WOHNTE ARNOŠT HOLZER GEB. 1885 DEPORTIERT 1942 NACH THERESIENSTADT 1942 NACH LUBLIN ERMORDET                     | Řeznická 227/100 ·  | Arnošt Holzer wurde am 26. September 1885 als Sohn von Alois Holzer und seiner Frau Marie geb. Porgesová in Benešov geboren. Er heiratete Olga geb. Orlíková. Im Jahr 1942 wurde das Ehepaar vom NS-Regime zuerst ins Ghetto Theresienstadt, dann nach Lublin deportiert und dort ermordet. Sein Bruder Leo Holzer, seine Schwester Olga und deren Ehemann Rudolf Winternitz wurden 1944 im KZ Auschwitz ermordet. Sein Sohn Oswald Holzer konnte in die Vereinigten Staaten emigrieren und heiratete dort. Seine Tochter Joanie Holzer Schirm bearbeitete die Lebensgeschichte ihres Vaters in einem Buch mit dem Titel Adventurers Against Their Will. |
|             | HIER WOHNTE MARIE HOLZEROVÁ GEB. PORGESOVÁ GEB. 1862 DEPORTIERT 1942 NACH THERESIENSTADT ERMORDET 28.12.1942 EBENDORT | Řeznická 227/100 ·  | Marie Holzerová geb. Porgesová wurde am 8. März 1862 geboren. Sie heiratete Alois Holzer. Marie Holzerová wurde 1942 ins Ghetto Theresienstadt deportiert und kam dort am 28. Dezember desselben Jahres ums Leben. |
|             | HIER WOHNTE OLGA HOLZEROVÁ GEB. ORLÍKOVÁ GEB. 1888 DEPORTIERT 1942 NACH THERESIENSTADT 1942 NACH LUBLIN ERMORDET      | Řeznická 227/100 ·  | Olga Holzerová geb. Orlíková wurde am 8. April 1888 als die Tochter von Jakob Orlik und Terezie geb. Vodičkova geboren. Sie heiratete Arnošt Holzer. Das Ehepaar hatte einen Sohn, Oswald Alois Holzer. Als letzter Wohnort des Ehepaares vor der Deportation ist Prag XII, Slezská 127 bekannt. Am 24. April 1942 wurde das Ehepaar vom NS-Regime mit dem Transport Am zuerst ins Ghetto Theresienstadt deportiert. Ihre Transportnummer war 531. Am 25. Mai 1942 wurden Olga Holzerová und ihr Ehemann mit Transport Az nach Lublin deportiert. Ihre Transportnummer war 907. Dort wurden beide ermordet. Ihr Sohn Oswald Holzer konnte in die Vereinigten Staaten emigrieren und heiratete dort. Seine Tochter Joanie Holzer Schirm bearbeitete die Lebensgeschichte ihres Vaters in einem Buch mit dem Titel Adventurers Against Their Will. |
|             | HIER WOHNTE JOSEF PORGES GEB. 1883 DEPORTIERT 1939 NACH BUCHENWALD ERMORDET 12.5.1942 IN RAVENSBRÜCK                  | Na Karlově 77 ·     | Josef Porges wurde am 15. September 1883 in Zdislavice als Sohn von Ignatz und Josefa Porges geb. Feuerstein (gest. 1933) geboren. Er hatte vier Geschwister: Rosalie (Ruzena), Otto (Ota), Rudolf und Bohumil Porges. Josef Porges war verheiratet mit Marie, geborene Lustig. Das Paar hatte vier Kinder: Karel (geboren 1914), Rudolf (geboren 1915), Hana (geboren 1918) und Ruzena (geboren 1922). Die Familie lebte in Benešov und in Prag. Porges war als Kaufmann und Geschäftsmann tätig. Zusammen mit Alfred Taussig, seinem Schwager, führte Porges ein Textilgeschäft namens ATAS (steht für Alfred Taussig und Partner). Ungefähr 1937 ließ sich das Ehepaar Porges scheiden. Am 1. September 1939 wurde Josef Porges von den Nationalsozialisten in seiner Wohnung in Benešov verhaftet. Er wurde ins KZ Buchenwald deportiert (seine Häftlingsnummer war die 35319). Er war Gefangener im Block 10 bis zum 13. März 1942. An diesem Tag wurde Josef Porges nach Ravensbrück deportiert, wo er am 12. Mai 1942 ermordet wurde. Die Asche und Kleidung von Josef Porges wurden an dessen Bruder Rudolf nach Roudnice nad Labem geschickt. Dieser beerdigte selbige im Grab der Mutter auf dem Jüdischen Friedhof von Trhový Štěpánov. Josefs Sohn Karel studierte Medizin, konnte 1939 nach Palästina flüchten, schloss sich der Tschechoslowakische Exilarmee in England an, beendigte dort sein Studium, blieb und wurde Vater zweier Kinder. Sohn Rudolf flüchtete ebenfalls 1939 nach Palästina, war dann bei der Royal Air Force und schloss sich dann wie sein Bruder der Tschechoslowakischen Exilarmee an. Er kehrte nach dem Krieg für ein Jahr in die Tschechoslowakei zurück und ging dann wieder nach England. Er wurde Vater zweier Kinder. Hana heiratete 1939 Abraham Reich und flüchtete kurz nach der Heirat mit ihrem Mann nach Palästina. Dort wurden sie Eltern von zwei Kindern. Ebenso konnte Tochter Ruzena 1939 nach Palästina fliehen, wo sie 1942 Reuven Hirshberg heiratete und sich schließlich in Rachel Har-Zvi umbenannte. Sie wurden Eltern von fünf Kindern. Josefs Bruder Bohumil studierte in Prag und starb dort 1918. Bruder Otto wurde 1943 zusammen mit seinen zwei Kindern und seiner Frau im KZ Auschwitz ermordet. Bruder Rudolf wurde 1945 ins KZ Theresienstadt deportiert und dort befreit. |

Familie Fürth/Fürthová

Regina Fürthová geb. Porges (geb. am 25. März 1868) wurde am 18. September 1942 im Ghetto Theresienstadt ermordet. Sie hatte 2 Söhne, Josef und Arnošt Fürth. Das Ehepaar Josef Fürth (geboren am 17. Januar 1900) und Marie Fürthová geb. Kosiger (geboren am 10. Februar 1903) hatten die beiden Töchter Irena und Jiřina Fürthová. Im Jahr 1942 wurde die Familie ins Ghetto Theresienstadt deportiert. Von dort kam sie ins Vernichtungslager Maly Trostinez und wurde am 12. September 1942 ermordet. Das Ehepaar Arnošt Fürth (geb. 1903) und Anna Fürthová geb. Kosinerová (1904–1942) hatte einen Sohn, František Fürth. Arnošt Fürth wurde am 17. August 1942 im KZ Dachau ermordet. Anna wurde 1942 – mutmaßlich gemeinsam mit Sohn und Schwiegermutter – zuerst nach Theresienstadt deportiert und am 10. Oktober desselben Jahres im Vernichtungslager Treblinka ermordet.

### Kladno
In Kladno wurden vier Gedenksteine verlegt.
| Gedenkstein | Übersetzung | Verlegeort         | Name, Leben                                          |
| ----------- | --- | ------------------ | ---------------------------------------------------- |
|             | HIER LEBTE JOSEF BONDY GEB. 12.12.1885 VERHAFTET 1939 ERMORDET 1942 IN BUCHENWALD                                                | gen. Klapálka 1635 | Josef Bondy (1885–1942)                              |
|             | HIER LEBTE ADÉLA BONDYOVÁ GEB. WEISENSTEINOVÀ GEB. 29.3.1896 DEPORTIERT 20.7.1942 NACH THERESIENSTADT ERMORDET 1942 IN TREBLINKA | gen. Klapálka 1635 | Adéla Bondyová, geborene Weissensteinová (1896–1942) |
|             | HIER LEBTE EDITA BONDYOVÁ GEB. 23.12.1924 DEPORTIERT 20.7.1942 NACH THERESIENSTADT ERMORDET 1942 IN TREBLINKA                    | gen. Klapálka 1635 | Edita Bondyová (1924–1942)                           |
|             | HIER LEBTE GERTRUDA BONDYOVÁ GEB. 19.4.1926 DEPORTIERT 20.7.1942 NACH THERESIENSTADT ERMORDET 1942 IN TREBLINKA                  | gen. Klapálka 1635 | Gertruda Bondyová (1942–1942)                        |

### Mnichovice u Říčan
In Mnichovice u Říčan wurden an zwei Adressen zwölf Gedenksteine für NS-Opfer verlegt.
| Gedenkstein | Übersetzung | Verlegeort            | Name, Leben                                         |
| ----------- | --- | --------------------- | --------------------------------------------------- |
|             | HIER LEBTE DR. KAREL FANTL GEB. 18.2.1900 DEPORTIERT 5.12.1942 NACH THERESIENSTADT ERMORDET 1943 IN AUSCHWITZ                         | Pražská 15 ·          | Karel Fantl (1900–1943)                             |
|             | HIER LEBTE ROBERT MICHAEL FANTL GEB. 23.10.1932 DEPORTIERT 12.9.1942 NACH THERESIENSTADT ERMORDET 1944 IN AUSCHWITZ                   | Pražská 15            | Robert Michael Fantl (1932–1944)                    |
|             | HIER LEBTE MARIE FANTLOVÁ GEB. ROUBÍČKOVÁ GEB. 1.1.1865 DEPORTIERT 10.8.1942 NACH THERESIENSTADT ERMORDET 30.4.1943 IN THERESIENSTADT | Pražská 15            | Marie Fantlová, geborene Roubíčková (1865–1943)     |
|             | HIER LEBTE MIRJAM FANTLOVÁ GEB. 23.7.1927 DEPORTIERT 12.9.1942 NACH THERESIENSTADT ERMORDET 10.3.1943 IN THERESIENSTADT               | Pražská 15            | Mirjam Fantlová (1927–1943)                         |
|             | HIER LEBTE NORA FANTLOVÁ GEB. MÜLLEROVÁ GEB. 6.4.1901 DEPORTIERT 5.12.1942 NACH THERESIENSTADT ERMORDET 1943 IN AUSCHWITZ             | Pražská 15            | Nora Fantlová, geborene Müllerová (1901–1943)       |
|             | HIER LEBTE KAROLÍNA FÖRSTEROVÁ GEB. 5.6.1881 DEPORTIERT 12.9.1942 NACH THERESIENSTADT ERMORDET 1942 IN MALY TROSTINEC                 | Masarykovo náměstí 83 | Karolína Försterová (1881–1942)                     |
|             | HIER LEBTE JOSEF FREUND GEB. 27.8.1883 FESTGENOMMEN 23.2.1942 ERMORDET 22.4.1942 IN MAUTHAUSEN                                        | Masarykovo náměstí 83 | Josef Freund (1883–1942)                            |
|             | HIER LEBTE EMILIE FREUNDOVÁ GEB. SCHÖNFELDOVÁ GEB. 5.1.1882 DEPORTIERT 12.9.1942 NACH THERESIENSTADT ERMORDET 1942 IN TREBLINKA       | Masarykovo náměstí 83 | Emilie Freundová, geborene Schönfeldová (1882–1942) |
|             | HIER LEBTE MARIE FREUNDOVÁ GEB. KRAUSOVÁ GEB. 28.4.1888 DEPORTIERT 12.9.1942 NACH THERESIENSTADT ERMORDET 1942 IN TREBLINKA           | Masarykovo náměstí 83 | Marie Freundová, geborene Krausová (1888–1942)      |
|             | HIER LEBTE MILADA FUCHSOVÁ GEB. 1.8.1886 DEPORTIERT 12.9.1942 NACH THERESIENSTADT ERMORDET 1942 IN MALY TROSTINEC                     | Masarykovo náměstí 83 | Milada Fuchsová (1886–1942)                         |
|             | HIER LEBTE RICHARD NETTL GEB. 29.8.1881 FESTGENOMMEN 23.2.1942 ERMORDET 2.4.1942 IN THERESIENSTADT                                    | Masarykovo náměstí 83 | Richard Nettl (1881–1942)                           |
|             | HIER LEBTE HEDVIKA NETTLOVÁ GEB. FANTOVÁ GEB. 9.3.1895 DEPORTIERT 12.9.1942 NACH THERESIENSTADT ERMORDET 1944 IN AUSCHWITZ            | Masarykovo náměstí 83 | Hedvika Nettlová, geborene Fantová (1895–1944)      |